# 2022年冬季奥林匹克运动会加纳代表团
2022年冬季奥林匹克运动会加纳代表团是加纳所派出的2022年冬季奥林匹克运动会代表团。这是该国第三次参加冬季奥运。
迦納代表團僅由一名運動員組成。唯一代表該國參賽的高山滑雪運動員卡洛斯·梅德擔任開幕典禮掌旗官。

## 高山滑雪
根据国际滑雪联合会公布的各代表团所获席位列表，加纳在高山滑雪项目上共可派出一名男选手参赛。
| 运动员      | 项目       | 第一次 | 第一次 | 第二次 | 第二次 | 总计 | 总计 |
| 运动员      | 项目       | 时间   | 排名   | 时间   | 排名   | 时间 | 排名 |
| ----------- | ---------- | ------ | ------ | ------ | ------ | ---- | ---- |
| 卡洛斯·梅德 | 男子大曲道 | DNF    | DNF    | DNF    | DNF    | DNF  | DNF  |